# Curling Club New Wave
Il Curling Club New Wave è l'associazione sportiva di questa disciplina fondata nel 1980 a Cortina d'Ampezzo, e rappresenta l'ultimo club di curling fondato in questa località. Nel 2009 a causa di mancanza di atleti il club si è sciolto e non è più stato riaffiliato alla FISG. Dal 1980 al 1985 Presidente Marco Lorenzi. Dal 1985 al 2005 presidente Adriano Lorenzi.
L'ultimo presidente del CC New Wave è stato Roberto Lacedelli, succeduto all'olimpionica Diana Gaspari, che come moltissime atlete nazionali è cresciuta con questa società. Nel massimo della attività il club contava circa 9 squadre nelle varie categorie.
Il club era fino al 2009 affiliato all'Associazione Curling Cortina (ACC), fondazione che riunisce e rappresenta i club di Cortina d'Ampezzo. Il club detiene sei scudetti femminili, oltre a cinque scudetti junior e tre di categoria ragazzi.

## Albo d'Oro
- 1987 - Titolo Italiano Femminile
- 1989 - Titolo Italiano Femminile
- 2002 - Titolo Italiano Femminile
- 2004 - Titolo Italiano Femminile
- 2005 - Titolo Italiano Femminile
- 2006 - Titolo Italiano Femminile